# The Jungle Book (игра)
The Jungle Book (рус. Книга джунглей) — серия видеоигр по мотивам диснеевского мультфильма «Книга джунглей» (1967 год), впервые выпущенных в 1994. Первый релиз был выпущен Virgin Interactive в 1994 году для Sega Master System. Перевыпуски для Game Boy, NES (для которой игра стала одним из последних тайтлов, выпущенных сторонним разработчиком), Sega Mega Drive/Genesis, Sega Game Gear, Super NES, Game Boy Advance и PC также последовали в 1994 году. Хотя дух игры во всех версиях сохранён, технологические различия и разные команды разработки вызвали сильные изменения в релизах, породив 6 сильно отличающихся версий одной и той же игры.

## Игровой процесс

Скриншот из игры Jungle Book на NES

Главный герой Маугли, выращенный волчьей стаей мальчик, должен оставить свой дом в джунглях и вернуться к людям, потому что за ним охотится тигр Шерхан. По дороге ему приходится сражаться с дикими животными и в конце концов — с самим Шерханом. Также его ждут встречи с Багирой, Балу и Каа (Багира и Балу выступают в качестве союзных целей которых Маугли должен достичь, а Балу в одном из уровней даже будет бросать бонусы которые необходимо ловить, а также на нём можно поплавать, Каа в отличие от оригинальной книги Киплинга, но в соответствии с сюжетом диснеевского мультфильма выступает в качестве противника-босса).
Игра представляет собой платформер с боковой и вертикальной прокруткой. Маугли может кидать во врагов бананами, прыгать им на головы, карабкаться по лианам, собирать улучшения оружия и бонусы, такие, как маска неуязвимости. На каждом этапе необходимо собрать определённое число драгоценных камней (в зависимости от выбранной сложности игры их число меняется), после чего встретиться с определённым персонажем, ждущим в определённом месте. Игрок также может набирать очки, собирая фрукты и другие предметы.
Этапы игры собраны в главы, которые составляют основу сюжета. Каждая глава предваряется историей, в которой объясняются цели. На некоторых этапах нужно побеждать боссов, на других находятся дружественные персонажи, с которыми игроку нужно встретиться, собрав определённое количество драгоценных камней. На прохождение каждого этапа даётся семь минут.